# Episodi di Silicon Valley (seconda stagione)
La seconda stagione della serie televisiva Silicon Valley, composta da 10 episodi, è stata trasmessa negli Stati Uniti d'America dal 12 aprile al 14 giugno 2015 sul canale via cavo HBO.
In Italia la stagione è andata in onda in prima visione sul canale satellitare Sky Atlantic dal 15 giugno al 10 agosto 2015.
| nº | Titolo                 | Prima TV USA   | Prima TV Italia |
| -- | ---------------------- | -------------- | --------------- |
| 1  | Sand Hill Shuffle      | 12 aprile 2015 | 15 giugno 2015  |
| 2  | Runaway Devaluation    | 19 aprile 2015 | 15 giugno 2015  |
| 3  | Bad Money              | 25 aprile 2015 | 22 giugno 2015  |
| 4  | The Lady               | 3 maggio 2015  | 29 giugno 2015  |
| 5  | Server Space           | 10 maggio 2015 | 6 luglio 2015   |
| 6  | Homicide               | 17 maggio 2015 | 13 luglio 2015  |
| 7  | Adult Content          | 24 maggio 2015 | 20 luglio 2015  |
| 8  | White Hat/Black Hat    | 31 maggio 2015 | 27 luglio 2015  |
| 9  | Binding Arbitration    | 7 giugno 2015  | 3 agosto 2015   |
| 10 | Two Days of the Condor | 14 giugno 2015 | 10 agosto 2015  |

## Sand Hill Shuffle
- Diretto da: Mike Judge
- Scritto da: Clay Tarver

### Trama
Sono passate diverse settimane da quando Richard ha battuto Gavin al TechCrunch, e nonostante tutti sappiano che lui firmerà il contratto preliminare con la Raviga, le più grandi multinazionali iniziano a corteggiarlo, con delle offerte, nel caso cambi idea, Richard incontra un suo vecchio amico che ha perso il lavoro dopo che la sua azienda è stata acquisita, in seguito a una bancarotta dovuta al fatto che non riusciva a far guadagnare agli investitori somme proporzionate al budget di investimento, inoltre consiglia a Richard di stare attento a non accettare soldi dalle persone sbagliate. Jian-Yang informa Richard che Peter Gregory è morto, lui e Erlich poi vanno alla Raviga dove Monica conferma la brutta notizia, sembra infatti che il miliardario sia morto durante un safari, spaventato da un colpo di fucile volto al fine di far allontanare un ippopotamo, quando Peter sentì lo sparo si spaventò e iniziò a correre, ma non essendo abituato agli sforzi fisici, la corsa lo ha portato alla morte. Monica rassicura Richard dicendogli che i dirigenti della Raviga sono ancora dell'intento di finanziare Pied Piper, ma Erlich sostiene che forse la Raviga potrebbe sciogliersi da un momento all'altro senza Peter, e che dunque dovrebbero tenere in considerazione le offerte delle altre multinazionali. Richard e Erlich fanno dei colloqui, ma stranemente anche gli investitori che sembravano più entusiasti ora decidono di abbassare le offerte, Erlich spiega a Richard che quando una società è molto quotata gli investitori fanno finta di non essere interessati solo per elargire dei budget più bassi e risparmiare, quindi Richard e Erlich iniziano a comportarsi in maniera arrogante durante i colloqui per far vedere a tutti che non si lasciano intimidire, e infatti, come Erlich aveva previsto, le offerte aumentano. Laurie Bream, il socio anziano della Raviga che è stata nominata a capo dell'azienda dopo la dipartita di Peter, parla con Monica e le dice che per tranquillizzare i clienti e gli investitori, è necessario aumentare i profitti della società, e Monica suggerisce di investire in Pied Piper, quindi Laurie e Monica vanno a casa di Richard e gli offrono un'offerta superiore rispetto a quelle delle altre società, e dunque Richard e i suoi amici sono entusiasti. Monica parla con Richard di nascosto e gli dice di non firmare il contratto preliminare con la Raviga, perché la realtà dei fatti e che Pied Piper non sarà mai all'altezza di soddisfare le aspettative del budget che elargiranno, così come quelli delle altre società che hanno fatto le altre offerte, e che poi Pied Piper, non potendo rimborsare gli investitori, fallirà, quindi consiglia a Richard di accettare l'offerta della società che ha concesso meno denaro, inoltre lo prega di tenersi questa cosa per sé perché Laurie potrebbe licenziarla per aver dato questa informazione. Richard e i suoi amici vanno al funerale di Peter, al quale prendono parte pure Monica e Laurie, quest'ultima parla con Richard e lui le dice che accetta di firmare il contratto con la Raviga, ma a due condizioni: la Raviga dovrà dimezzare il budget di investimento, e Monica dovrà votare nel consiglio direttivo. Anche Gavin prende parte alla cerimonia e fa un discorso su Peter, di come si sono conosciuto da ragazzi, e di come rimpiange che le loro divergenze hanno rovinato la loro amicizia, affermando che Peter è uno degli uomini che ha reso grande la Silicon Valley. Durante il funerale Richard, Monica e gli altri hanno una spiacevole notizia, sembra infatti che Gavin voglia fare causa a Richard sostenendo che Pied Piper è un'idea della Hooli, e che Richard l'ha rubata.
- Curiosità: nella scena in cui Monica racconta a Richard ed Erlich la dinamica della morte del miliardario Peter Gregory, Erlich indossa una t-shirt blu sulla quale sono stampati in verde alcuni codici binari: se si prova a convertire ogni riga in decimale e, successivamente, in codice ASCII, si ottiene la parola "Bitcoin".

## Runaway Devaluation
- Diretto da: Mike Judge
- Scritto da: Ron Weiner

### Trama
Il consulente legale di Pied Piper, Ron LaFlamme, dice a Richard che Gavin non ha elementi per dimostrare che Pied Piper è un progetto della Hooli, ma aggiunge pure che vincere la causa non è il suo reale scopo, ciò che probabilmente vuole è far perdere tempo a Richard e alla sua squadra, così, se saranno impegnati con la causa legale, non avranno il tempo di lanciare Pied Piper sul mercato, e nel mentre Gavin avrà già perfezionato Nucleus, il quale uscirà sul mercato tra pochi mesi, rendendo inutile Pied Piper. Ron dice a Richard che le cause di proprietà intellettuale non sono di sua competenza, e che Richard dovrà assumere un civilista. Monica, su richiesta di Laurie, va a trovare Richard e i suoi amici per riferire loro che la Raviga non firmerà più il contratto preliminare con loro, perché non vogliono essere coinvolti nella causa legale della Hooli, quindi Erlich è dell'opinione che dovrebbero accettare una delle offerte delle altre compagnie che volevano firmare il contratto preliminare, Monica suggerisce a Richard di ascoltare il consiglio di Erlich. Intanto il cugino di Dinesh, Wajeed, ha deciso di mettere in piedi una nuova app, chiamata Broo, molto simile a Yo, il pakistano in un primo momento decide di finanziarlo con i soldi vinti al TechCrunch, ma poi ci ripensa dato che ha sempre provato una forte invidia per Wajeed, essendo sempre stato quello più interessante tra i due. Richard e Erlich vanno a dei colloqui, ma adesso coloro che prima si erano offerti di firmare con loro il contratto preliminare, decidono di ritirare le offerte per evitare la causa legale che coinvolge Pied Piper. Grazie alla app Broo, Jared si mette in contatto con degli investitori, quindi il gruppo va al colloquio, ma poi Jared e Erlich capiscono che è solo una truffa, infatti volevano solo rubare il progetto dell'algoritmo, ma fortunatamente se ne accorgono in tempo. Gilfoyle finanzia Broo permettendo a Wajeed di lanciarlo sul mercato, solo per fare un dispetto a Dinesh. Ron telefona a Richard dicendogli che ha trovato il civilista adatto per la causa, ma dovrà pagare una parcella di 2.500.000 dollari. Poi Richard riceve una telefonata di Gavin che lo invita a cena in un ristorante, Richard va al luogo dell'incontro e Gavin gli offre una possibilità, lasciare che Pied Piper venga acquisita dalla Hooli, ma Richard non vuole perché considera la sua un'azienda immorale e orribile, ma Gavin gli dice che pure Pied Piper diventerebbe quel tipo di azienda se avesse successo, inoltre non avrebbe altra scelta dato che tra poco il nuovo Nucleus migliorato uscirà sul mercato, rendendo vani tutti gli sforzi di Richard, e che forse la cosa migliore da fare sarebbe quella di unirsi a lui e costruire un nuovo algoritmo di compressione dati insieme a Gavin e avere successo insieme a lui.

## Bad Money
- Diretto da: Alec Berg
- Scritto da: Alec Berg

### Trama
Richard dice ai suoi amici che ha deciso di accettare l'offerta della Hooli, a parte Monica, sembra che tutti gli altri non siano entusiasti della sua decisione, ma Richard cerca di far capire loro che non ha altra scelta visto che a breve, con questo andamento, Pied Piper andrà verso il fallimento. Proprio quando Richard stava andando alla Hooli, però, arriva un uomo con un'automobile sportiva, Russ Hanneman, un miliardario che è rimasto molto colpito dalla vittoria di Richard al TechCrunch. L'uomo, famoso per aver messo la radio su Internet, ha deciso di finanziare Pied Piper con un cospicuo assegno di cinque milioni di dollari, a condizione che possa occupare due posti nel consiglio direttivo. Richard torna dai suoi amici per dire loro che non accetterà l'offerta della Hooli, ma che si metterà in affari con Russ, però Monica è molto contraria perché Russ gode di pessima reputazione nel mondo degli affari. Monica riferisce a Laurie che ora la Raviga è co-investitrice con Russ, e la cosa la infastidisce molto. Lo strano carattere di Russ inizia a creare tensione nel gruppo, intanto Russ spende inutilmente molti soldi per pubblicizzare Pied Piper. Dopo aver appreso che Richard non firmerà nessun contratto con la Hooli, Gavin decide di proseguire con la causa legale, i suoi consulenti gli dicono che pur avendo dei civilisti migliori rispetto a quelli della controparte, il maggior ostacolo per vincere la causa è il fatto che non ci sono prove concrete che Richard abbia effettivamente rubato il progetto di Pied Piper alla Hooli, e qui entra in gioco Big Head, infatti secondo i consulenti di Gavin lui potrebbe essere la chiave per vincere dato che un tempo lavorava a stretto contatto con Richard, e se gli facessero fare carriera alla Hooli, tutti penserebbero che è un genio, e che forse è lui il vero ideatore di Pied Piper.

## The Lady
- Diretto da: Alec Berg
- Scritto da: Carson Mell

### Trama
Richard e Jared iniziano a provinare i potenziali dipendenti di Pied Piper, durante i colloqui si presenta un programmatore che, se pur bizzarro, ha delle grande capacità, quindi Richard decide di assumerlo, ma Erlich non vuole perché in passato si presentò da lui per un colloquio, per poi lasciar perdere tutto dopo che gli avevano fatto un'offerta più alta. Richard, comunque, decide di assumerlo ugualmente, e questo provoca la rabbia di Erlich, per la poca considerazione che Richard ha per lui. Richard e Jared assumono un'altra programmatrice raccomandata da Dinesh e Gilfoyle, Carla Walton. La Hooli promuove il suo nuovo dipartimento chiamato "XYZ", e Big Head sarà il co-direttore. Richard, Monica e Erlich vanno a casa di Hanneman per una riunione del consiglio direttivo, di cui fa parte pure la fidanzata di Hanneman, a cui lui ha dato uno dei due posti del consiglio direttivo in suo possesso. Hanneman decide di mettere ai voti l'iniziativa di investire ancora più denaro nella pubblicità, Richard e Monica non sono a favore, mentre la fidanzata di Hanneman appoggia l'iniziativa (dato che praticamente fa tutto quello che Hanneman le dice), quindi il voto decisivo è quello di Erlich, che per punire Richard a causa della loro precedente litigata, vota a favore. Hanneman invita Erlich a una festa del suo club privato, lui ci va insieme a Jian Yang, ma poi gli viene chiesto di versare venticinquemila dollari sia per lui che per Jian Yang, e non potendo pagare tale somma, non gli viene permesso di entrare alla festa. Richard, vedendo come Erlich sia stato umiliato, decide di non assumere più quel programmatore, anche se quest'ultimo aveva deciso ugualmente di rifiutare il lavoro dato che Hanneman gli aveva già offerto un impiego migliore. 

## Server Space
- Diretto da: Mike Judge
- Scritto da: Sony Lee

### Trama
Richard ultimamente si sveglia ricoperto di sudore, il suo medico gli dice che probabilmente ciò è sintomatico di stress, dovuto ai problemi che Pied Piper sta affrontando, inoltre Richard ha assunto altri programmatori, e deve trovare dei nuovi uffici. Il co-direttore del nuovo dipartimento della Hooli XYZ si lamenta con Gavin per il contributo praticamente inesistente che Big Head sta dando all'azienda. Richard e i suoi amici hanno finalmente trovato un edificio dove potranno mettere in piedi la sede della società, ma poi Jared dà a Richard una brutta notizia: le società di servers con cui si erano accordati non vogliono più concedere a Pied Piper i loro materiali, infatti Pied Piper è una concorrente della Hooli, che da sempre è una loro buona cliente, quindi probabilmente non vogliono più concedere i loro servers per paura di perdere la Hooli come cliente. Gilfoyle propone un'alternativa, costruirà lui i servers per l'azienda, e usando i finanziamenti che erano stati stanziati per i nuovi uffici, dovrebbe metterci una settimana. Non avendo altra scelta Richard si vede costretto ad accettare, quindi non potendo più usare il denaro per gli uffici, dovranno rimanere a casa di Erlich ancora per un po'. Gilfoyle dovrà installare i servers in garage, dove vive Jared, quindi quest'ultimo va a dormire insieme a Richard nella sua stanza. Uno dei vicini di casa, Noah, non vede di buon occhio il fatto che Erlich adoperi casa sua come sede di un'azienda, condivisa da così tanta gente, specialmente perché questo viola molte leggi municipali, quindi decide di avvertire le autorità. Richard non riesce a dormire perché Jared parla nel sonno (in tedesco), quindi esce fuori e vede che Noah ha un allevamento di furetti, dunque Richard e Erlich minacciano Noah di lasciar perdere la denuncia, altrimenti loro lo denunceranno a loro volta perché anche allevare furetti va contro le leggi municipali, Noah si vede costretto ad assecondarli, inoltre gli impongono una seconda condizione, concedere a Jared, con un ragionevole affitto, la sua dépendance, dove lui vivrà. Gavin nomina Big Head unico direttore del reparto XYZ, facendolo apparire come un ragazzo molto capace che fa carriera velocemente, inoltre annuncia che la nuova versione di Nucleus sta per uscire sul mercato, ma quello che Gavin non sa è che i lavori di progettazione sono a rilento.

## Homicide
- Diretto da: Mike Judge
- Scritto da: Carrie Kemper

### Trama
La Hooli promuove il nuovo Nucleus mandando in diretta in live streaming un incontro di arti marziali miste, ma il ritorno di immagine è un disastro, quindi la Hooli fa una pessima figura. Richard e la sua squadra sono entusiasti per la cosa, Monica suggerisce di battere il ferro finché è caldo, e di dimostrare a tutti la netta superiorità di Pied Piper mandando in live streaming un evento, Jared suggerisce di riprendere il nido di una coppia di condor californiani, che ha deposto un uovo, ma Elrich propone un'altra alternativa, riprendere il video pubblicitario di un'auto che si lancerà da una rampa della Homicide, una bevanda energizzante, infatti l'amministratore delegato della Homicide, Aaron Anderson, è un amico dei tempi dell'università di Elrich. Aaron accetta di mettersi in affari con Pied Piper permettendo loro di distribuire il video dell'impresa, Dinesh e Gilfoyle conoscono il pilota che dovrà lanciarsi con l'auto sulla rampa, Blaine, ma guardando il grafico della rampa, iniziano a dubitare sulla buona riuscita dell'impresa, avanzando l'ipotesi che Blaine morirà. Intanto Gavin scopre che molti dei suoi prodotti non sono graditi alla clientela, e che i suoi dipendenti, pur essendone già a conoscenza, non avevano detto niente per paura della reazione di Gavin. Richard scopre che Aaron non ha nessuna intenzione di mettere in evidenza il logo di Pied Piper sul video, e questo vanificherebbe tutti gli sforzi di Richard per promuovere la sua società, quindi Richard inizia a insultare Aaron, come se non bastasse Blaine scopre che Gilfoyle e Dinesh avevano fatto un grafico sulla sua ipotetica morte, con i pro e i contro, quindi alla luce di tutte queste divergenze l'accordo tra Pied Piper e la Homicide si scioglie. A fine episodio Richar e il suo team decidono di optare per l'idea di Jared, e riprendere il video del nido di condor, iniziando ad avere già qualche contatto, ma poi Russ Hanneman telefona a Richard dicendogli che Homicide ha postato il video del lancio sulla rampa, che tra l'altro è anche riuscito, e sul video compare il logo della società che tramite l'algoritmo di compressione dati ha diffuso il video, la "End Frame", la stessa società che voleva tendere una trappola a Richard e alla sua squadra per rubare il loro algoritmo con la scusa di volerlo finanziare, infatti sono riusciti a rubare e a ricopiare il loro algoritmo di compressione dati.

## Adult Content
- Diretto da: Alec Berg
- Scritto da: Amy Aniobi

### Trama
Richard e il team di Pied Piper si recano alla End Frame per chiedere spiegazioni sul furto dell'algoritmo. In sala d'attesa Richard si accorge, dalla password del Wi-Fi inserita sul telefono di Dinesh, che quest'ultimo si era recato in un ufficio lì vicino per cercare lavoro quando la società sembrava sull'orlo della chiusura. Entrati in sala riunioni gli ingegneri della End Frame non nascondono di aver scritto l'algoritmo dalle idee da loro mostrate alla presentazione e aggiungono che l'importante non è fare una sintesi perfetta di questo quanto arrivare per primi sul mercato, cosa che stanno già realizzando grazie a un numeroso team di vendite. Gavin Belson cerca di giustificare al consiglio di amministrazione il fallimento del lancio di Nucleus tramite streaming e promette di presentare presto una nuova funzionalità così spettacolare da giustificare ogni malfunzionamento. Poco dopo incarica la divisione XYZ di Bighetti di pensarne una. Intanto Hanneman viene informato dal suo consulente finanziario che, a causa di investimenti sbagliati, non è più un miliardario ma solo un multimilionario. Quando Richard e Erlich si recano a casa sua lo trovano disperato per la perdita e disposto a tutto pur di riconquistare soldi per arrivare a un miliardo, tanto da chiedere a Richard di trasformare subito Pied Piper in un modello di vendita. Questo non risulta possibile però, essendo troppo scarse le risorse per assumere nuovo personale addetto alle vendite. Dinesh nel frattempo cerca di rimorchiare una ragazza chiamata Karen spacciandosi per un giramondo e postando foto di eventi ai quali non partecipa. Richard si incontra di nuovo con Russ che gli ha organizzato senza preavviso un pranzo con i leader della End Frame per unire gli sforzi delle due aziende e fare soldi più velocemente. Richard come risposta abbandona il ristorante facendo alterare ulteriormente Russ. A casa riflettono tutti insieme su una possibile fusione ma Gilfoyle propone un'altra strada: avendo trovato in ufficio alla End Frame i dati di login del CEO, riesce ad ottenere i dati di un contratto da 15 milioni di dollari che stanno per stipulare con la Intersite, un'azienda di pornografia. Sapendo di avere un algoritmo migliore Richard rintraccia l'amministratrice delegata di Intersite e le dice che con il loro algoritmo possono risparmiare milioni in banda. Lei, interessata dalla sua determinazione, acconsente a una sfida fra Pied Piper e End Frame su chi riuscità a comprimere meglio i loro file. Dinesh prima di uscire con Karen scopre che lei è già uscita con Elrich e l'incontro fra questi due si trasforma in un due di picche per Dinesh. Intanto Big Head propone a Gavin un sensore neurale per comandare il telefono con il pensiero, aggiungendo però che è una tecnologia di cui si potranno servire solo i loro nipoti.

## White Hat/Black Hat
- Diretto da: Alec Berg
- Scritto da: Daniel Lyons

### Trama
Russ si congratula con Richard per la sfida con la End Frame, Richard è sicuro di poter vincere al 100% dato che il loro algoritmo di compressione dati è nettamente migliore rispetto a quello della controparte, inoltre inizia a fare pressioni a Russ per avere i soldi con i quali pagare gli avvocati, ma Russ preferisce non farlo, almeno per il momento, affermando che Richard dà il massimo delle sue capacità solo quando è messo alle strette. Richard scopre che Seth, l'addetto alla sicurezza informatica della End Frame, è stato licenziato, dato che probabilmente lo ritenevano responsabile della violazione dati con la quale Gilfoyle, si presume, fosse venuto a conoscenza del contratto con la Intersite. Richard, sentendosi in colpa per lui, si vede con Seth dicendogli che non è stata colpa sua, dato che Gilfoyle aveva trovato i dati login del CEO in uno degli uffici della End Frame; Seth, in collera, minaccia Richard affermando che rovinerà Pied Piper violando i loro servers. Richard parla con Dinesh e Gilfoyle per avvertirli delle minacce di Seth, ma i due rimproverano Richard per aver parlato con Seth, comunque non sono preoccupati perché Seth in realtà è il tipico codardo, e sicuramente non avrà mai il coraggio di violare i loro servers, e anche se lo facesse, non ci riuscirebbe perché sono troppo ben protetti. Jian-Yang ha preparato una nuova app, e con l'aiuto di Erlich va alla Raviga per chiedere dei finanziamenti, Laurie, grazie alle dritte di Erlich, sembra interessata a finanziare il progetto, ma tutto va a monte quando Jian-Yang si mette a fumare una sigaretta nell'ufficio della Raviga per festeggiare, dato che Laurie odia i fumatori. Richard si mette al lavoro con la sua squadra, poi arriva Russ e decide di festeggiare con loro con della tequila, Richard però, stanco di lui, senza peli sulla lingua, gli dice chiaramente che non lo sopporta, e che Russ non può veramente definirsi un finanziatore dato che non ha ancora elargito il denaro per gli avvocati, e che quando impugneranno il contratto con la Intersite, Pied Piper chiuderà tutti i ponti con Russ. Proprio in quel momento i dati forniti dalla Intersite vengono cancellati, inizialmente tutti pensavano che la colpa fosse di Seth, ma poi scoprono che è stato Russ, il quale ha appoggiato la bottiglia di tequila sul tasto "cancella", rovinando il loro lavoro. Richard, Erlich e Monica vanno dall'amministratrice delegata della Intersite per rimediare alla cosa, ma per colpa di Russ la Intersite ha perso oltre novemila ore di contatti premium, quindi li caccia via dal suo ufficio chiudendo tutti gli accordi con Pied Piper.

## Binding Arbitration
- Diretto da: Mike Judge
- Scritto da: Dan O'Keefe

### Trama
Big Head è al bar insieme ad alcuni colleghi della Hooli, Aly e Jason, i due dimenticano il cellulare, e Big Head scopre che in esso c'è la configurazione dell'algoritmo di Nucleus. Big Head invita Richard nella sua barca e decide di dare a lui il cellulare, dato che è in debito con lui perché è pure merito suo se ha fatto carriera. Richard e Ron si mettono in contatto con Gavin minacciando di far vedere a qualche blogger la configurazione che c'è nel cellulare, per poi rendere pubblico quanto Nucleus sia fallimentare. Gavin si vede costretto a stare all'accordo e di risolvere la causa legale portandola davanti a un giudice di pace in un arbitrato vincolante. Richard si farà rappresentare da Pete Monahan, un ex avvocato civilista radiato dall'albo, ma che può comunque rappresentare i suoi clienti dato che questo non è un processo ma un arbitrato vincolante. Pete spiega a Richard che la sua difesa dovrà concentrarsi su tre punti: accertare che il lavoro di Richard nel sviluppare il suo algoritmo non abbia influenzato gli altri progetti della Hooli, che non lo abbia sviluppato durante gli orari di lavoro nell'azienda di Gavin, e che per testare le funzionalità dell'algoritmo non abbia usato i materiali della Hooli. Purtroppo su questo fronte si crea un problema, Richard ha testato le funzionalità dell'algoritmo sul suo portatile, ma per un periodo di tre giorni in cui lo aveva portato a riparare, Richard usò un computer della Hooli per testare le funzionalità dell'algoritmo, e ciò è sufficiente per intestare alla Hooli la proprietà intellettuale sul lavoro di Richard. Pete consiglia a Richard di sorvolare su questo dettaglio durante l'arbitrato. Richard, Erlich e Pete presenziano all'arbitrato, mentre Jared nota che l'uovo di condor, che la videocamera di Pied Piper sta ancora riprendendo in streaming live, non si è ancora schiuso, quindi chiama i responsabili del museo, i quali hanno deciso di inviare uno specialista per rimuovere la videocamera. Durante l'arbitrato viene chiamato a deporre Big Head, gli avvocati di Gavin lo fanno apparire come un giovane in carriera dalle grandi capacità, facendo tenere presente che ha lavorato a stretto contatto con Richard quando viveva nell'incubatore di Erlich, facendo sorgere nel giudice il sospetto che forse è Big Head la mente ideatrice dell'algoritmo, proprio come gli avvocati di Gavin avevano pianificato fin dal primo momento. Pete chiama a deporre Erlich e con delle domande molto aggressive fa capire a tutti che Big Head è un incapace, ma Erlich, purtroppo, si fa sfuggire dalla bocca che il computer di Richard per tre giorni non era funzionante, e gli avvocati di Gavin capiscono subito che il giovane programmatore sicuramente avrà usato un computer della Hooli in quel periodo per testare le funzionalità dell'algoritmo di compressione dati. Erlich propone a Richard di mentire sotto giuramento dicendo che durante quei tre giorni ha usato il suo computer, Richard viene chiamato a deporre, e quando gli viene domandato se ha mai usato un computer della Hooli per testare le funzionalità del suo lavoro, lui risponde di sì, perché nonostante avesse la possibilità di mentire, questo non lo avrebbe reso migliore di Gavin. Intanto l'uomo che doveva rimuovere la videocamera dal nido del condor cade dal dirupo, e la videocamera di Pied Piper sta riprendendo tutto.

## Two Days of the Condor
- Diretto da: Alec Berg
- Scritto da: Alec Berg

### Trama
Il video in streaming live dell'uomo che è caduto dal dirupo sta diventando virale, specialmente nelle Filippine, per la prima volta Pied Piper ha ottenuto un successo, ma purtroppo la Hooli ha in pugno la causa legale, che probabilmente vincerà, quindi tutto il lavoro di Richard e i suoi amici finirà nelle loro mani, inoltre i programmatori che Richard aveva assunto si sono licenziati. Gilfoyle fa notare a Richard che non sono tenuti a consegnare tutto il materiale, perché volendolo potrebbero distruggere il loro lavoro cancellando tutti i dati raccolti, facendolo passare per un incidente. Il vicino di casa di Erlich, Noah, vende la sua casa per trasferirsi in Arizona, l'agente immobiliare parla con Erlich e lo convince a vendere l'incubatore, perché la proprietà di Erlich vale molto di più di quella di Noah. Erlich informa i suoi amici che venderà l'incubatore, perché la realtà dei fatti e che la sua impresa non ha lanciato sul mercato nessuna applicazione degna di nota, l'unica cosa buona creata nell'incubatore è Pied Piper, che ora però verrà acquisita dalla Hooli, quindi dal punto di vista di Erlich non ha più senso tenere in piedi l'incubatore. Alla Raviga, Laurie e Monica guardano il video in streaming live, Laurie non può fare a meno di notare quanto la qualità del video sia perfetta, e la cosa incredibile e che Richard e i suoi amici hanno sviluppato tutto questo con poche risorse, nella loro casa. Pete avvisa Richard che il giudice ha deciso di emettere la sua sentenza anticipandola di un'ora, e che questo è probabilmente un brutto segno. Richard e Pete presenziano all'arbitrato. Erlich chiede a Jared per quale motivo è così entusiasta di lavorare a Pied Piper, anche ora che sta per fallire, specialmente quando alla Holli aveva un ottimo stipendio e una carriera assicurata; Jared risponde che a Pied Piper c'è qualcosa di speciale il cui valore non si può calcolare. L'agente immobiliare dice a Erlich che ha trovato degli acquirenti per la proprietà, ma gli dice pure che non sono interessati alla casa, ma solo al terreno, perché la casa, dopo l'acquisizione, verrà distrutta, quindi Erlich decide di rifiutare l'offerta, capendo che tiene troppo al suo incubatore, quindi ritrova l'entusiasmo e la fiducia in se stesso e nel suo lavoro. Il video ha sempre più contatti, oltre 300.000, ma uno dei server va a fuoco, mentre l'uomo viene salvato, quindi il video viene interrotto, ma comunque è stato un successo dato che ha ripreso il tutto dall'inizio alla fine. Richard, preso dallo sconforto, manda un messaggio con il cellulare a Jared, dicendogli di distruggere il loro lavoro, quindi, loro malgrado, decidono di cancellare tutto quanto usando un software di Dinesh. Alla fine però, le cose per Richard iniziano a mettersi bene, infatti il giudice ha scoperto che il contratto di lavoro di Richard, quando lavorava alla Hooli, non era valido, quindi lui, nel periodo in cui stava sviluppando il suo algoritmo di compressione dati, non lavorava legalmente alle dipendenze della Hooli, dunque le basi dell'accusa cadono, e Gavin non può reclamare la proprietà intellettuale sul lavoro di Richard. La causa viene vinta da Richard, ma adesso c'è un altro problema, i suoi amici stanno per cancellare tutto il suo lavoro, purtroppo non può avvisarli con il cellulare dato che non funziona, quindi prende l'autobus, e dopo aver fatto una corsa, arriva a casa per impedire ai suoi amici di cancellare tutto quanto, ma è troppo tardi, il software di Dinesh per cancellare i dati è stato attivato, ma fortunatamente il software non funziona bene, quindi tutto il lavoro è salvo, inoltre Richard informa i suoi amici della vittoria. Le cose per Gavin si mettono male, infatti il consiglio di amministrazione non è per niente soddisfatto per ciò che è successo, specialmente perché è emerso che molti dei contratti di lavoro della Hooli non sono legalmente validi. Monica riceve una visita da Russ, che le dice che ora è tornato a essere un miliardario. Monica va da Laurie per avere chiarimenti, Laurie le dice che ha acquisito da Russ, per una buona somma di denaro, i due posti del consiglio direttivo di Pied Piper in suo possesso, ma aggiunge pure che è arrivato il momento di fare dei cambiamenti a Pied Piper, perché la loro tecnologia è straordinaria, ma nonostante il talento di Richard e dei suoi amici, questo non cambia il fatto che hanno commesso troppi errori, come i problemi con la Homicide e l'Intersite, per non parlare dell'impegno che hanno riversato sui video in streaming, infatti a detta di Laurel avrebbero dovuto impiegare il loro tempo in applicazioni più innovative. Il problema è che la Raviga non ha mai avuto potere su Pied Piper, ma le cose ora sono cambiate, perché con i due posti nel consiglio direttivo ottenuti da Russ, combinati a quello in possesso di Monica, fanno sì che la Raviga occupi tre posti nel consiglio direttivo, contro i soli due in possesso di Richard e Erlich, quindi ora è la Raviga a decidere tutto. Richard e i suoi amici festeggiano la vittoria, ma Monica telefona a Richard per informarlo che Laurie ha appena tolto a Richard il suo seggio di amministratore delegato di Pied Piper.